# Серпанок (туман)

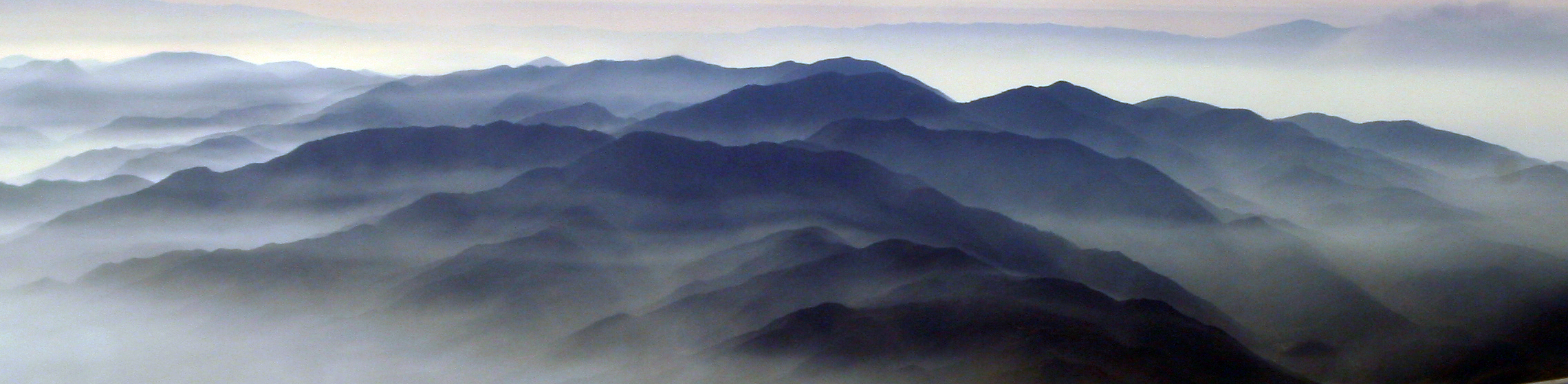

Серпа́нок, або ди́мка — легка поволока, легкий прозорий туман, помутніння повітря, викликане наявністю у ньому продуктів конденсації — дрібних крапель води чи кристаликів льоду. Дальність видимості лежить у діапазоні 1-10 км, а відносна вологість повітря — в межах 58-100 %. Продукти конденсації та сублімації водяної пари (краплі та кристали) розсіюють сонячні промені, тому всі предмети мають білувато-сіруватий колір і нечіткі обриси.
Термін походить від назви легкої прозорої тканини — серпанку.
Основною відмінністю від туману є дальність видимості: при тумані вона менша 1 км.